# 4599 Rowan
4599 Rowan è un asteroide della fascia principale. Scoperto nel 1985, presenta un'orbita caratterizzata da un semiasse maggiore pari a 3,0737245 UA e da un'eccentricità di 0,1647178, inclinata di 3,45179° rispetto all'eclittica.